# Ceratophaga nephelotorna
Ceratophaga nephelotorna är en fjärilsart som beskrevs av Edward Meyrick 1932. Ceratophaga nephelotorna ingår i släktet Ceratophaga och familjen äkta malar.
Artens utbredningsområde är Etiopien. Inga underarter finns listade i Catalogue of Life.